# Carcharhinus tjutjot
Espèce
Carcharhinus tjutjot est une espèce de requins de la famille des Carcharhinidae. C'est un requin de petite taille, dont la longueur atteint 87 à 88 cm de long. On le trouve dans la mer de Chine méridionale entre Taiwan et l'Indonésie et il vit le long de la côte à des profondeurs de moins de 100 mètres. L'espèce a été nommée d'après un mot indonésien signifiant « requin ». Cette espèce est placée comme un synonyme du Requin à joues blanches (Carcharhinus dussumieri) en 1982 par Jack Garrick, mais en 2012, William T. White la revalide à la suite d'une étude comparative des deux espèces. Du fait de cette validation récente, l'espèce n'est pas encore unanimement reconnue, et l'Union internationale pour la conservation de la nature ne lui a pas attribué de statut.

## Description
Carcharhinus tjutjot est un petit requin mesurant au maximum 87 à 88 cm de long. Il a un museau relativement long et pointu. La première nageoire dorsale est relativement longue. Elle prend naissance au niveau du milieu de la base des nageoires pectorales. Sa hauteur représente 1,4 à 2 fois sa longueur. La deuxième nageoire dorsale est beaucoup plus petite, triangulaire avec une base large et est falciforme. Elle est placée en face de la nageoire anale. La taille de la seconde dorsale représente 29 à 37 % de la hauteur de la première nageoire dorsale. La nageoire anale en forme de croissant atteint 0,9 à 1,3 fois la hauteur de la seconde nageoire dorsale. Il y a une crête entre les deux nageoires dorsales. Il y a 26 à 28 rangées de dents au niveau de la mâchoire supérieure et 24 à 30 rangées de dents au niveau de la mâchoire inférieure. Les dents de la mâchoire supérieure ont une pointe centrale avec un bord dentelé. Celles de la mâchoire inférieure sont nettement plus étroites, plus finement dentelées et sont légèrement inclinées. Carcharhinus tjutjot est de couleur brun clair sur le dessus, et blanchâtre sur le dessous. Sur la deuxième nageoire dorsale, une tache noire est visible sur le tiers supérieur de la nageoire. Les autres nageoires sont monochromes. Le nombre de vertèbres est de 113 à 129, et il n'y a pas de stigmate derrière les yeux.

## Biologie et écologie
Carcharhinus tjutjot se nourrit principalement de poissons, mais aussi de poulpes, calmars et divers crustacés. Parmi ses parasites connus, on note les copépodes Perissopus dentatus et Pseudopandarus longus. Comme les autres requins de la famille des Carcharhinidae, Carcharhinus tjutjot est vivipare ; après que les embryons en développement aient épuisés leur réserve en vitellus, le sac vitellin vide se développe en une connexion avec le placenta qui permet à l'embryon d'être nourri par sa mère.

## Distribution et habitat
Carcharhinus tjutjot vit en mer de Chine méridionale entre Taiwan et l'Indonésie, et a également été ponctuellement observé au large de Bornéo. On le trouve le long de la côte à des profondeurs de moins de 100 mètres.

## Taxinomie et phylogénie
Carcharhinus tjutjot a été décrit en 1939 par l'ichtyologiste hollandais Pieter Bleeker sous le nom de Prionodon tjutjot, mais il est placé comme un synonyme du Requin à joues blanches (Carcharhinus dussumieri) en 1982 par Jack Garrick. En 2012, William T. White revalide cette espèce après avoir étudié en détail et comparé plusieurs spécimens de C. tjutjot et C. dussumieri. Dans le genre Carcharhinus, Carcharhinus tjutjot peut être placé dans un groupe comprenant Carcharhinus coatesi, le Requin à taches noires (C. sealei) et le Requin à joues blanches (C. dussumieri), tous des petits requins de l'Indo-Pacifique, qui ont une dentition semblable, des nageoires et un museau de formes semblables et toujours une tache sombre sur la deuxième nageoire dorsale, alors que toutes les autres nageoires sont monochromes.